# 一關藩
一關藩（日语：／ Ichinoseki han */?）是一個歷史上位於日本東北陸中國磐井郡的藩屬領地。居城是一關城，統治者前後為一關伊達氏及田村氏。

## 歷史
1660年（萬治3年）立藩，初時為仙台藩之下的支藩之一。後來因伊達家家內騷亂而使治權一度動搖。1682年（天和2年）時獨立轉封至陸奧國岩沼藩主田村建顯，之後由田村氏後代持續統治至1871年（明治4年）時廢藩置縣為止。
範圍包括目前一關市內的大部分區域以及平泉町、奧州市的一部分。

## 歷代藩主

### 一關伊達氏
1. 伊達宗勝，伊達政宗之後代

### 田村氏
1. 田村建顯
2. 誠顯
3. 村顯
4. 村隆
5. 村資
6. 宗顯
7. 邦顯
8. 邦行
9. 通顯
10. 邦榮

## 參閱
- 一關市
- 奥州仕置